# Антистрессовые камешки
Антистрессовые камешки (англ. worry stones, palm stones, thumb stones) — это гладкие полированные полудрагоценные камешки и минералы, обычно в форме овала, имеющие углубление для большого пальца, сделанное для того, чтобы человек мог гладить камешек для расслабления или облегчения тревоги.
Антистрессовый камешек обычно зажимается между указательным и большим пальцами, после чего его гладят большим пальцем вниз-вверх.
Антистрессовые камешки рекомендованы психологами как средство борьбы с тревогами и стрессом. Использование антистрессовых камешков помогает избавиться от вредной привычки грызть ногти.
Камни как средство успокоения использовали ещё в Древней Греции, а также Тибете, Ирландии и в нескольких племенах американских индейцев.
Наибольшее распространение антистрессовые камешки имеют в США.
Существует большинство разновидностей антистрессовых камешков. Некоторые из них имеют форму прямоугольника, квадрата, круга, треугольника, сердечка, звезды или рыбки. Большой популярностью пользуются антистрессовые камешки, на заднюю сторону которых нанесены рисунки, знаки зодиака, имена и др.
Также можно встретить антистрессовые камешки, сделанные из стекла, пластика или акрила.
- Антистрессовый камешек (гладкий полированный лазурит, имеющий углубление для большого пальца)
- Пример использования антистрессового камешка
- Антистрессовые камешки в форме овала
- Антистрессовые камешки, напоминающие по форме плектр
- Антистрессовые камешки с рисунком на задней стороне
- Антистрессовые камешки с пожеланием счастья на обратной стороне
- Антистрессовый камешек с ангелом внутри, сделанный из искусственных материалов